# NGC 98
NGC 98 è una vasta galassia a spirale barrata situata nella costellazione della Fenice.
La sua distanza dal nostro sistema solare è stimata in circa 290 milioni di anni luce e ha una magnitudine apparente di 13,5.
La galassia è stata scoperta il 6 settembre 1834 dall'astronomo britannico John Herschel.
NGC 98 ha una classe di luminosità II-III e presenta una larga riga a 21 cm dell'idrogeno neutro.